# Кривий (річка)
Кривий — річка в Україні, у Новоушицькому районі Хмельницької області. Ліва притока Дністра (басейн Чорного моря).

## Опис
Довжина річки 15 км, похил річки — 12 м/км. Площа басейну 4,5 км².

## Розташування
Бере початок у Соколівці. Тече переважно на південний схід через Іванківці і на південному сході від Хребтіїва впадає у річку Дністер.